# Ixobrychus
Ixobrychus és un dels gèneres d'ocells de la família dels ardèids. L'única de les espècies que cria als Països Catalans és el martinet menut. Aquest nom comú es fa extensiu a la resta de les espècies del gènere.

## Taxonomia
Un estudi filogenètic molecular de la família dels ardèids publicat el 2023 va trobar que Ixobrychus era parafilètic i per crear gèneres monofilètics, Ixobrychus es va fusionar amb el gènere Botaurus que havia estat introduït el 1819 pel naturalista anglès James Francis Stephens.

## Morfologia
- Fan 27 – 58 cm de llargària, amb un pes de 100-200 g, i són, per tant, els més petits ardèids.
- El plomatge potser des de crema fins a bru i negre, sovint amb un disseny de ratlles verticals que els confonen entre les canyes.
- Normalment tenen el bec groc i els peus verds.
- Ambdós sexes són similars, amb els mascles més contrastats.

## Hàbitat i distribució
Viuen en canyars i praderies empantanegades, amb una distribució gairebé mundial.

## Reproducció
Fan un niu de canyes, suspès sobre l'aigua, on ponen 3–6 ous blancs o pàl·lids, que coven 14–20 dies. Els pollets romanen al niu uns 29 dies.

## Hàbits
Són aus solitàries, que s'alimenten sobretot de peixos, principalment de dia. Quan són molestats es queden paralitzats, amb el bec cap amunt.

## Llistat d'espècies
Anteriorment es condiderava que aquest gènere engobava 9 espècies vives, que foren traslladades a Botaurus el 2024.
- martinet menut llistat (Ixobrychus involucris).
- martinet menut americà (Ixobrychus exilis).
- martinet menut comú (Ixobrychus minutus).
- martinet menut australià (Ixobrychus dubius.
- martinet menut de Nova Zelanda (Ixobrychus novaezelandiae). Extint.
- martinet menut de la Xina (Ixobrychus sinensis).
- martinet menut de Schrenk (Ixobrychus eurhythmus).
- martinet menut canyella (Ixobrychus cinnamomeus).
- martinet menut de Sturm (Ixobrychus sturmii).
- martinet menut collgroc (Ixobrychus flavicollis).